# 黑卷尾
黑卷尾（学名：Dicrurus macrocercus）为卷尾科卷尾属的一种，又名黑卷尾，俗名吃杯茶、铁炼甲、篱鸡、铁燕子、黑黎鸡。在台灣俗稱烏鶖或烏秋。牠們是熱帶南亞大部分地區的常見留鳥，從伊朗西南部經巴基斯坦、印度、孟加拉和斯里蘭卡，一直到中國南部和印尼，偶爾也會造訪日本。大卷尾全身黑色，具有顯著的叉狀尾巴，體長28 cm（11英寸）。以昆蟲為食，常見於開闊的農田和稀疏森林中，牠們喜歡棲息在裸露的樹枝上，或沿著電線或電話線停留。
此物種以對更大體型鳥類的攻擊行為著稱，例如對烏鴉毫不猶豫地進行俯衝攻擊，當猛禽侵入其領域時，大卷尾也會毫不退縮。這種行為為牠贏得了「鴉王」的非正式稱號。小型鳥類經常在大卷尾的巢附近築巢，以利用其強力保護作用。過去大卷尾曾與非洲的叉尾卷尾（Dicrurus adsimilis）歸為同一物種，但亞洲的型態現被視為獨立物種，且有多個不同的族群。
由於分佈範圍廣泛且數量相對穩定，大卷尾被國際自然保護聯盟（IUCN）列為無危物種。然而，牠們已被引入至部分太平洋島嶼，並繁殖旺盛，甚至威脅到當地特有鳥種的生存，導致某些鳥類的滅絕。

## 分類與系統學

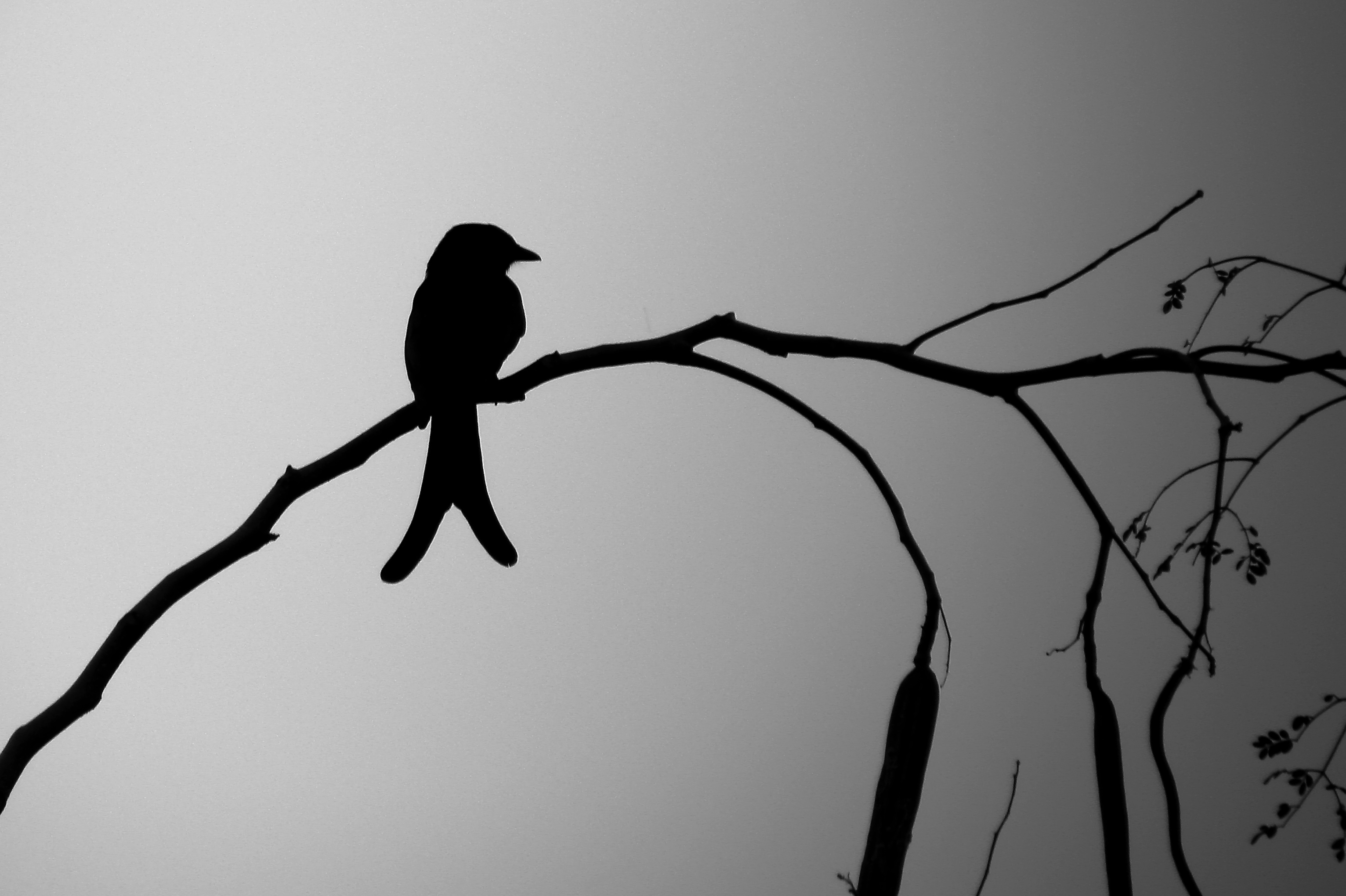
典型剪影

大卷尾曾被認為是叉尾卷尾（Dicrurus adsimilis）的亞種，與其近親的分化相對較晚。現今，這兩者被視為不同的物種，叉尾卷尾的分佈局限於非洲，而大卷尾則分佈於亞洲。
已命名的亞種有七個，但各族群大致相連，並表現出漸變，彼此之間可互相過渡。來自印度北部的個體（亞種albirictus）比斯里蘭卡的minor個體更大，而印度半島的指名亞種則在大小上居中。亞種cathoecus分佈於泰國、香港和中國，其喙基部的白斑較小，翅膀呈暗色並帶有綠色光澤。南暹羅的亞種thai是留鳥，但與越冬的cathoecus重疊。亞種javanus分佈於爪哇和峇里島。台灣的harterti亞種尾巴長度小於翅膀。

## 亚种
- 黑卷尾错那亚种（学名：Dicrurus macrocercus albirictus）。分布于伊朗、巴基斯坦、阿富汗、印度、喜马拉雅山、孟加拉国、缅甸以及中国大陆的西藏等地，一般生活于海拔2500m 的针阔混交林缘。该物种的模式产地在尼泊尔[15]。
- 黑卷尾普通亚种（学名：Dicrurus macrocercus cathoecus）。分布于阿穆尔河和乌苏里斯克以北地区、缅甸、泰国、老挝、柬埔寨、越南、马来半岛以及中国大陆的黑龙江、辽宁、内蒙古、华北各省、西至陕西、四川、西藏、长江流域以南地区、西抵云南、贵州、云南、海南等地。该物种的模式产地在海南、台湾[16]。
- 黑卷尾台湾亚种（学名：Dicrurus macrocercus harterti）。分布于马利亚纳群岛的南部罗达岛、台灣等地。该物种的模式产地在台湾台北[17]。

## 外形描述
大卷尾的全身光滑黑亮，尾巴有寬大的叉。成鳥通常在嘴角基部有一個小的白點。虹膜為深褐色（不同於相似的灰卷尾的紅色虹膜）。雄雌在外形上無法區分。幼鳥呈棕色，腹部和肛門附近可能有些許白色斑點或條紋，容易與白腹卷尾混淆。一年齡的鳥腹部羽毛末端有白色，而兩年齡的鳥白色羽毛僅限於肛門處。
牠們是兇猛無畏的鳥類，儘管體長只有28 cm（11英寸），但會攻擊進入其繁殖領域的更大物種，如烏鴉和猛禽。這種行為使牠們獲得了「鴉王」的稱號。牠們飛行時展翅有力，能迅速調整方向，輕鬆捕捉飛行中的昆蟲。由於腿短，牠們常筆直站立在多刺的灌木、裸露的樹枝或電線上，偶爾也會停在吃草的動物上。
牠們能發出多種叫聲，但最常聽到的是兩聲tee-hee的叫聲，類似褐耳鷹（Accipiter badius）的聲音。

## 分佈與棲地
分布于西自伊朗、阿富汗向东南至南亚和东南亚、俄罗斯、台灣以及中国的黑龙江、吉林、辽宁、内蒙古、华北各省、西至陕西、四川、西藏、长江以南流域地区、西抵云南、海南等地，常见于城郊村庄附近和广大农村以及尤喜在村民屋前后高大的椿树上营巢。该物种的模式产地在印度。
大卷尾主要分佈於開闊的鄉村地區，通常棲息和覓食於地面附近。牠們主要以昆蟲為食，經常進行空中掠食，有時也從地面或植被上拾取食物。牠們是阿富汗東北部和巴基斯坦北部的夏季訪客，但常年居住於印度河谷地，直到孟加拉、印度和斯里蘭卡。某些族群有季節性遷徙的行為，但這些行為仍不完全清楚，而韓國的族群則已知為遷徙性鳥類。大卷尾常見於稀樹草原、田野和城市棲地。
大卷尾在二戰前從台灣被引入羅塔島，以幫助控制昆蟲。據信牠們於1950年代越海擴散至關島。到1967年，在關島的路邊計數中，大卷尾已成為第四常見的鳥類，現在是當地最為豐富的鳥種。大卷尾的捕食和競爭行為被認為是當地特有鳥種如羅塔綠繡眼和關島鶲數量下降的原因之一。

## 行為與生態

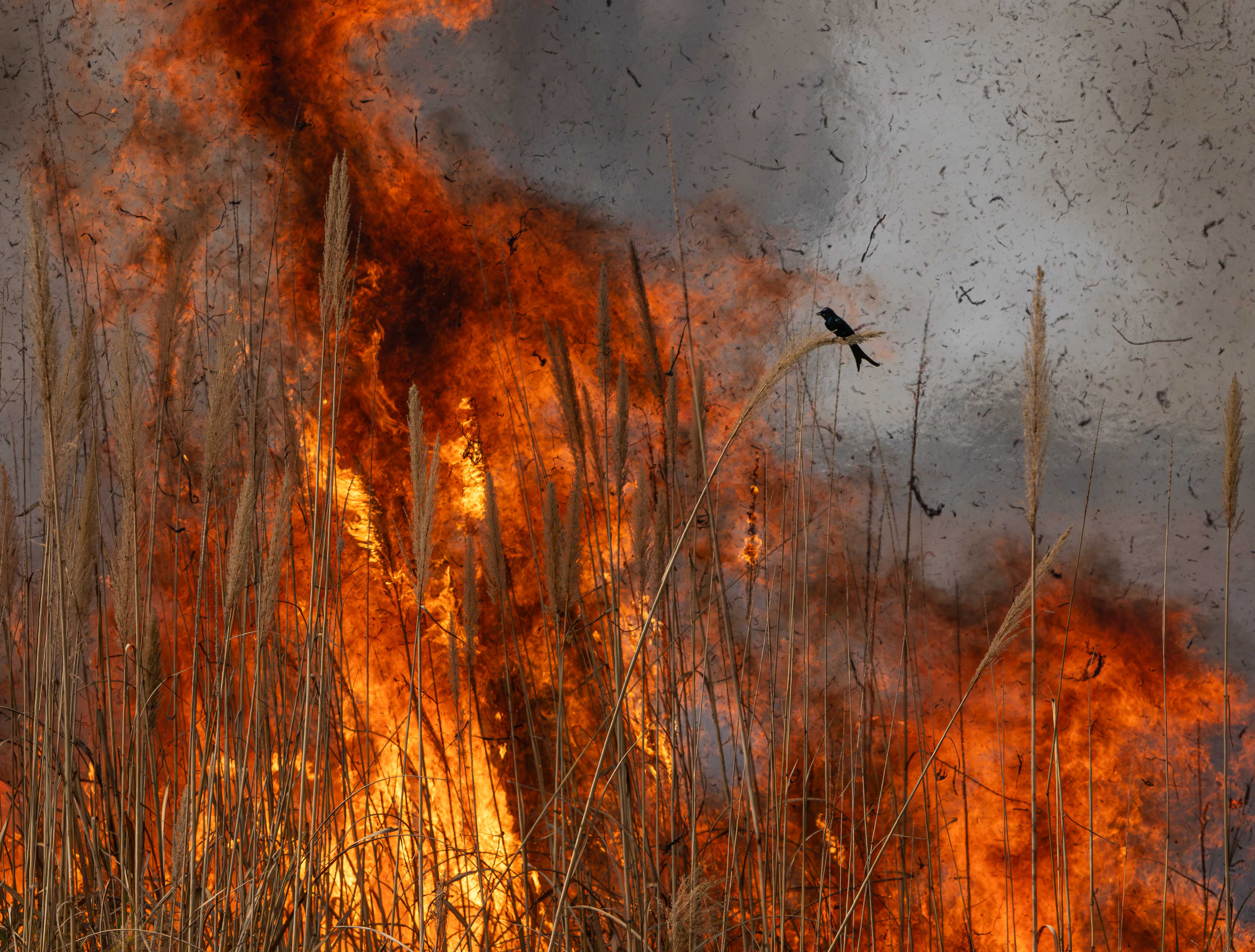
大卷尾在火焰旁覓食

### 食物與覓食

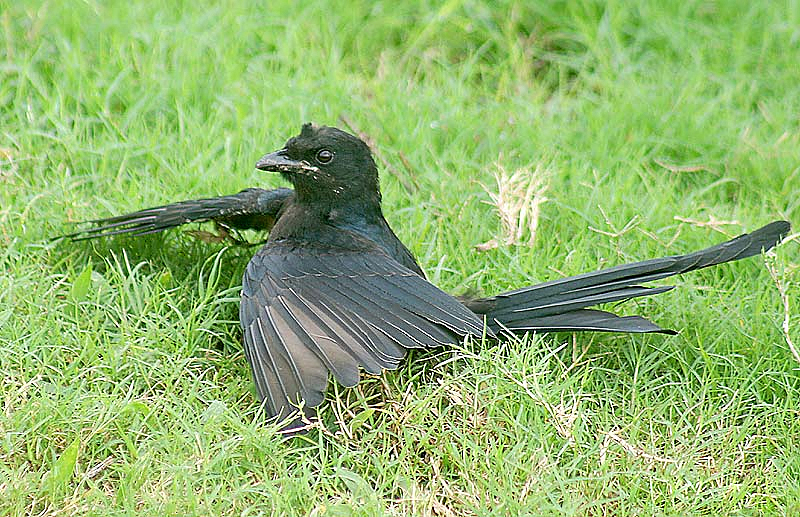
大卷尾 日光浴 或可能 蟻浴

大卷尾在黎明時分非常早就活躍，並且比其他鳥類更晚棲息。牠們主要以昆蟲為食，如蚱蜢、蟬、白蟻、黃蜂、蜜蜂、螞蟻、飛蛾、甲蟲和蜻蜓。牠們有時會在樹枝附近飛行，試圖驚動可能存在的昆蟲。當田地正在耕作時，牠們會聚集在一起，撿食暴露出來的毛毛蟲和甲蟲幼蟲。這樣的聚集場景中可見多達35隻鳥。牠們也會被灌木叢和草原棲地的火吸引，當昆蟲被火驚動時前去捕食。牠們似乎避開蒼蠅。大卷尾與家八哥、牛背鷺等擁有相似飲食習慣和棲地的鳥類一起活動。大卷尾從這種聯繫中受益，覓食效率更高。雖然八哥和大卷尾捕食的昆蟲種類僅有部分重疊，但偶爾也會發生大卷尾搶奪八哥獵物的情況。據說大卷尾會模仿褐耳鷹的叫聲，讓八哥受驚飛走後再偷取牠們的獵物。類似的行為——使用虛假的警報叫聲——在叉尾卷尾中也有記錄。有些記錄顯示，大卷尾會捕食小型鳥類、爬行動物，甚至可能是蝙蝠。有觀察指出，牠們在遷徙期間可能會更頻繁地捕食鳥類。一隻在韓國的遷徙中途停留的個體，連續捕捉了數隻鳥，通過打擊牠們的頭部和頸部將其殺死，並有選擇性地食用牠們的部分，特別是大腦。偶爾也有牠們捕食魚類的記錄。大卷尾有時會造訪刺桐屬和木棉屬等樹木的花朵，飲用水和花蜜，也偶爾會以穀物為食。牠們很少捕食較大的節肢動物，如蠍子和蜈蚣。牠們會捕食以馬利筋為食的蛺蝶科蝴蝶，這種蝴蝶常被其他捕食者避開，並且已知牠們會在傍晚或夜間捕食，經常以被人工光源吸引的昆蟲為食。

### 築巢與繁殖

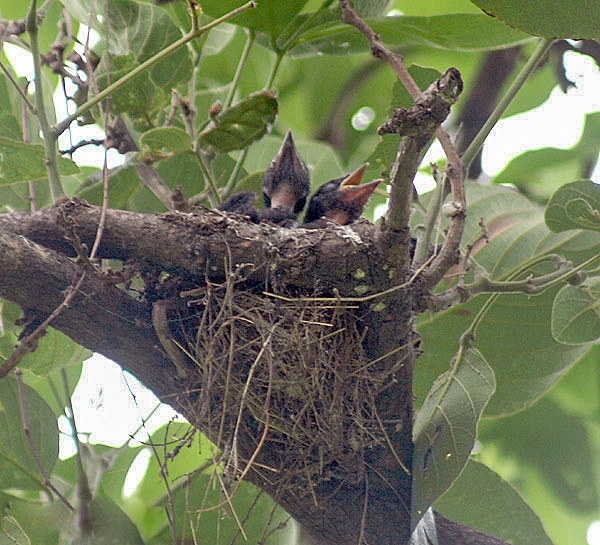
巢在西孟加拉邦

大卷尾主要在印度南部的2月至3月間繁殖，印度其他地區則會持續到8月。雄鳥和雌鳥在繁殖季節的早晨會鳴唱。求偶行為中，牠們會進行空中追逐，並有時會鎖住翅膀和喙，甚至一起跌落到地面。牠們也會在地面上進行展示行為。配偶之間的聯繫會持續整個繁殖季節。巢是一個由細小樹枝搭建的杯狀巢，放置在樹枝的叉上，雄鳥和雌鳥共同在一週內完成築巢。蛋通常會在4月的第一場雨後產下。每窩通常有三枚，偶爾四枚蛋，放置在樹的外部枝叉上的杯狀巢中。牠們偏好大型闊葉樹如菠蘿蜜樹。蛋呈淡奶油色至紅色，帶有斑點，長26 mm（1.0英寸），寬19 mm（0.75英寸）。父母雙方都會輪流孵蛋，經過14至15天後孵化。雛鳥在頭五天內會被親鳥孵育，之後便能夠維持較穩定的體溫。如果第一窩蛋被毀，牠們可能會產下第二窩。巢有時會建在電線杆上。牠們的巢域面積在0.003至0.012平方公里（0.3至1.2公頃）之間。
幫手，即上一窩的後代，有時會協助父母在巢中餵養幼鳥。有記錄指出，噪鵑曾對大卷尾進行巢寄生。觀察顯示，大卷尾的繁殖成功率平均為44%，雛鳥死亡的主要原因是昆蟲食物短缺，而這通常與降雨量有關。

### 圍攻行為與鄰近築巢

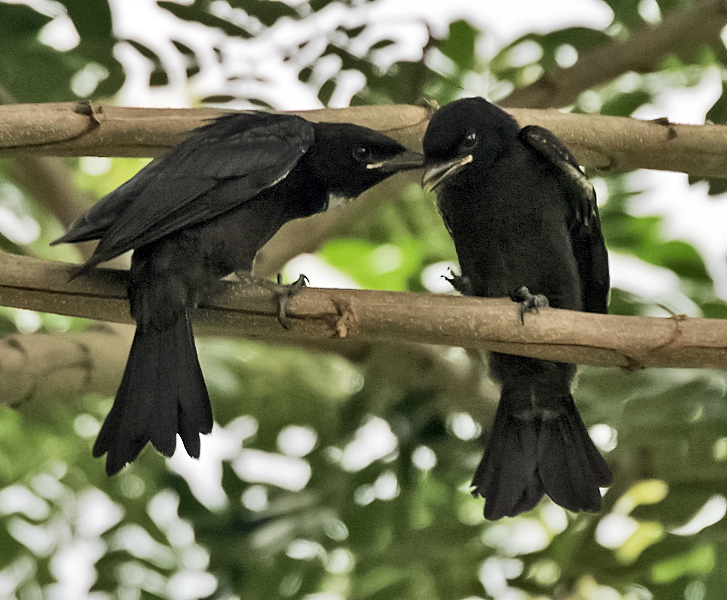
羽翼豐滿的幼鳥尚未發育出分叉的尾巴

大卷尾驅趕捕食者遠離其巢的習性，被認為能鼓勵其他鳥類如黃鸝、斑鳩、鴿子、噪鶥，尤其是鵯，在其附近築巢。一項研究中，40個巢中有18個黑喉紅臀鵯巢築在距離大卷尾巢10（33英尺）內。有記錄顯示黑喉紅臀鵯異常地餵食大卷尾巢中的幼鳥，這是一個跨種餵食的案例。
據推測，方尾烏鵑（Surniculus lugubris）可能已進化出擬態大卷尾的能力。在爪哇對圍攻掠食者的強度進行了研究，觀察結果表明，在築巢季節，一些掠食者（例如爪哇鷹雕）的圍攻明顯增加，但在爪哇，林鵰（一種鳥巢掠食者）的圍攻強度相同。有人認為這種策略可能有助於避免在繁殖季節暴露築巢的位置。

### 生長與發育
幼鳥的嘴角呈黃紅色。羽毛毛囊在第四天出現，一週後羽芽開始長出。巢鳥的體重穩定增加，直到12天大時。眼睛在第八天睜開，虹膜呈紅黑色，而嘴角變成紅色。雛鳥大約在孵化後16至20天離巢。牠們的尾巴在三週內才會形成叉狀。父母會繼續餵養和保護牠們一個月。幼鳥可能會乞求食物更長的時間，但通常會被成鳥忽視或趕走。鳥類大約在兩年後達到繁殖狀態。

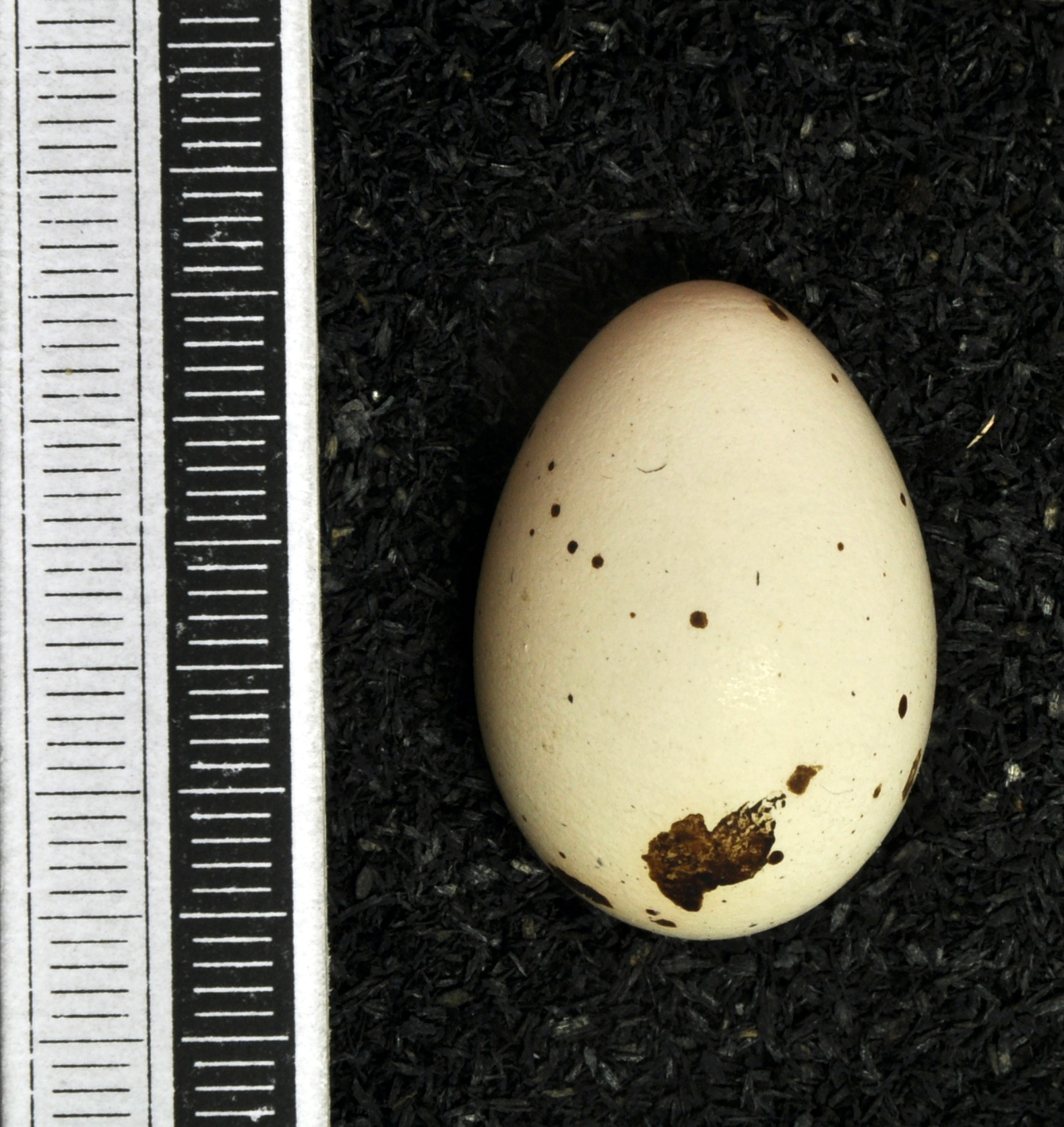
蛋, 收藏於威斯巴登博物館

 大卷尾的攻擊性非常強，有時甚至會在圍攻行為中落在大型猛禽身上啄牠們。  
觀察到牠們的玩耍行為，例如將一片葉子丟到空中並在半空中接住，這可能幫助年幼的鳥類學習空中飛行技巧。
在印度南部，牠們的換羽期從6月持續到10月。換羽從7月開始，首先更換第一枚初級飛羽，然後逐漸更換到第十枚。次級飛羽的換羽從8月開始，當初級飛羽換到第三枚時開始進行。次級飛羽的換羽不遵循有序規律，第八枚和第七枚較其他羽毛更早脫落。尾羽則是由內向外更換。睪丸組織的季節性色變是由於黑色素合成的變化引起的，在繁殖季節時，深色色素會消失。

### 寄生蟲與疾病
許多外寄生的羽蝨（Myrsidea spp. 和 Menacanthus spp.）、內寄生的絛蟲和線蟲已在此物種中被描述。然而，成鳥的死亡並未受顯著的捕食者或疾病影響。

## 與人類的關係

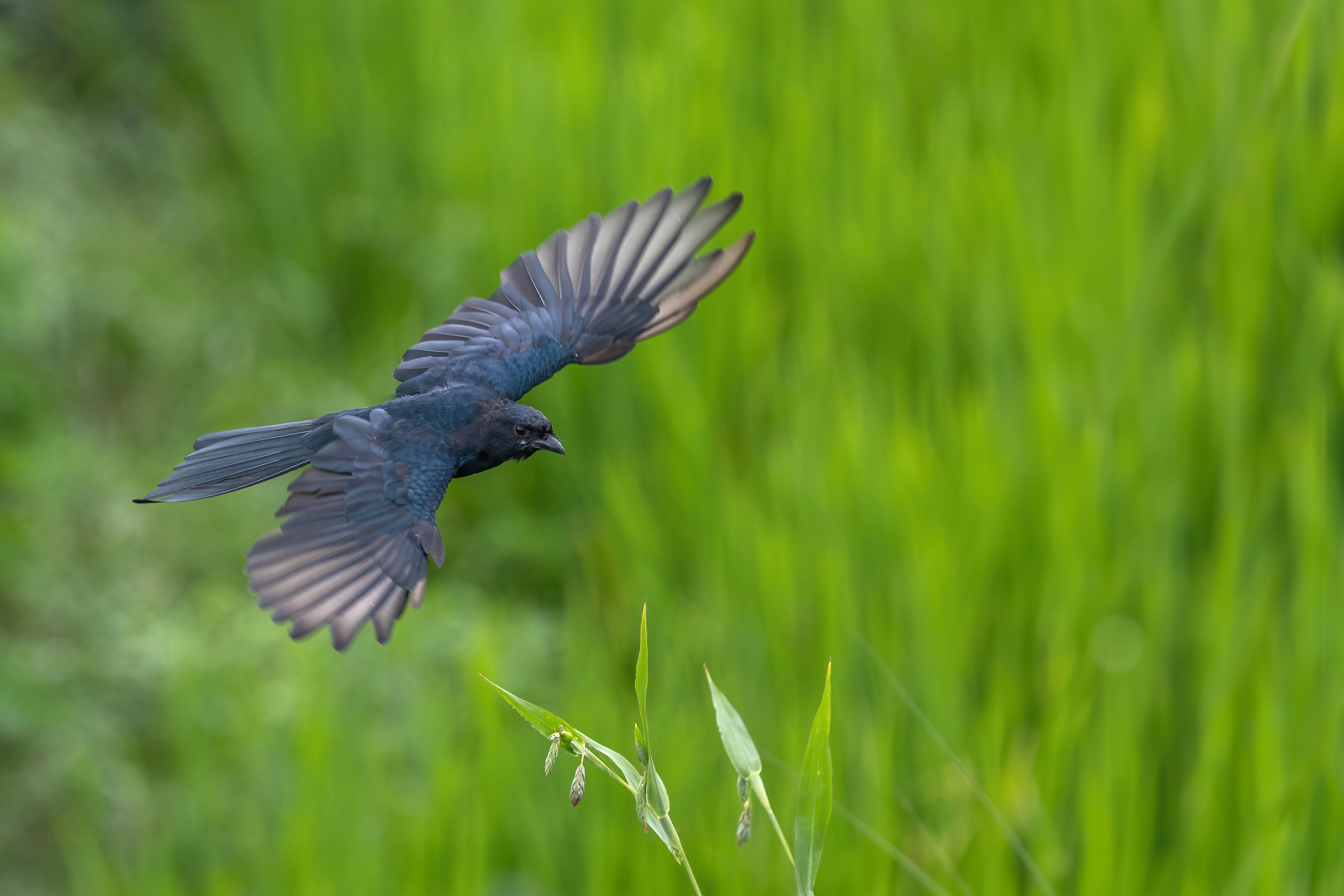
飛行中，尼泊爾.

牠們捕食蜜蜂的習性使其成為養蜂人的困擾，但農民會在田野中放置人工棲木以吸引牠們來捕食害蟲。

### 文化中的大卷尾
由於大卷尾普遍存在，牠們有多種地方名稱。其早期的屬名Buchanga源自印地語中的Bhujanga。其他地方名稱包括印尼的「srigunting hitam」，巴基斯坦的Thampal，俾路支的Gohalo/Kolaho，信德語的Kalkalachi，印地語的Kotwal（意為警察）；孟加拉語的Finge或Finga；阿薩姆語的Phesu；曼尼普爾語的Cheiroi；古吉拉特語的Kosita/Kalo koshi；馬拉地語的Ghosia；奧里亞語的Kajalapati；泰米爾語的Kari kuruvi（意為木炭鳥），Erettai valan（意為雙尾）；泰盧固語的Passala poli gadu；馬拉雅拉姆語的Aanaranji（意為大象抓捕者）；坎納達語的Kari bhujanga；僧伽羅語的Kalu Kawuda。索利加人不區分大卷尾與小卷尾，兩者都被稱為karaḷi，而大盤尾則被稱為dodda karaḷi（或大karaḷi）。印度中部有一個迷信，認為如果剛剛學飛的大卷尾落在牛角上，牛就會失去角。在旁遮普的某些地區，人們尊敬大卷尾，認為牠帶水給侯賽因·伊本·阿里，這是什葉派穆斯林敬奉的人物。

## 外部連結
- Black drongo videos, photos & sounds（页面存档备份，存于） on the Internet Bird Collection